# مدار مماسی

مدار مماسی (درونی، سیاه) و مدار پریشیده(قرمز)

در اخترشناسی و به‌ویژه در اخترپویاشناسی، مدار مماسی (به انگلیسی: Osculating orbit)، مدار گرانشی کپلری یک جسم در فضا؛ (یعنی یک مدار بیضی یا دیگر شکل‌های مقطع مخروطی برگرد پایهٔ گرانشی مرکزی خود) در یک لحظهٔ زمانی معین است، که در آن لحظه فرض بر این گرفته شود که تاثیرهای پریشیدگی بر آن جسم وجود نداشته باشند.
یعنی مداری که؛ با چگونگی فعلی بردارهای مداری (موقعیت و سرعت) همخوانی داشته‌باشد.
واژهٔ "osculate" از مشتقات کلمهٔ لاتین به معنای "بوسیدن" است. استفاده از آن در این زمینه اشاره به این واقعیت است که در هر نقطه‌ای از زمان، مدار مماسی جسم دقیقاً به مدار واقعی آن مماس است، با نقطه‌نقطه‌های تماس محل قرار گرفتن جسم‌است و همان انحنای عادی را در مدار دارد که در غیاب تاثیرهای پریشیدگی وجود خواهد داشت.